# Deuxième circonscription de Chiro
La deuxième circonscription de Chiro est une des 177 circonscriptions législatives de l'État fédéré Oromia, elle se situe dans la Zone Ouest Hararghe. Son représentant actuel est Zenebe Garedew Beku.